# Ruslana

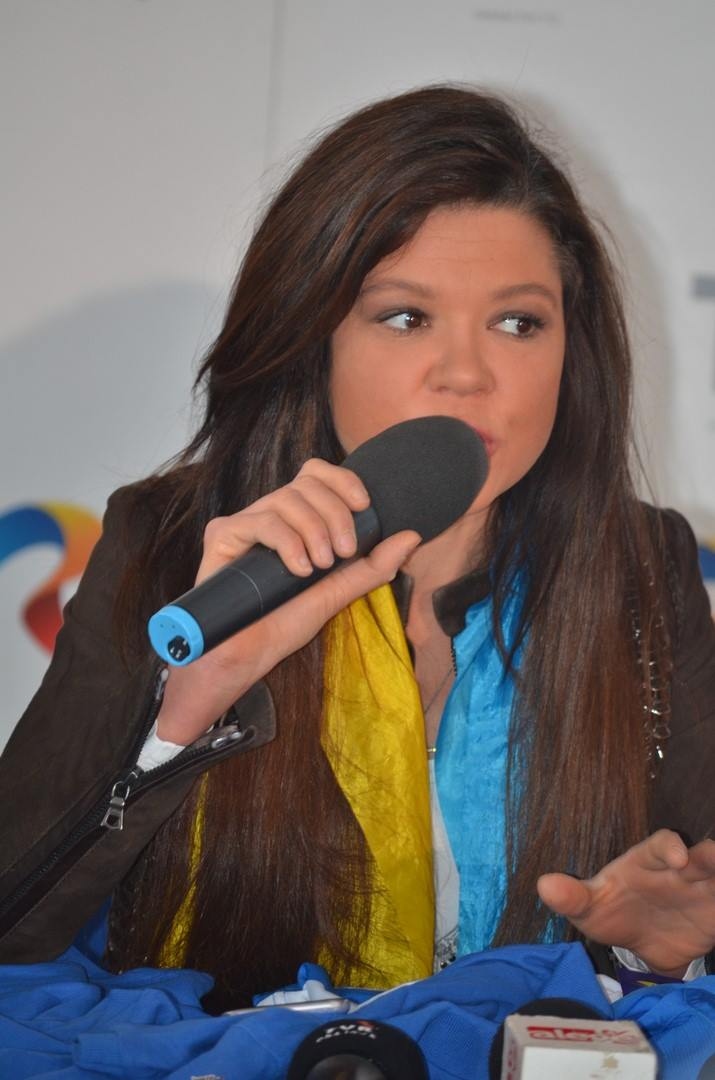
Ruslana susținând o conferință de presă la Craiova pe data de 8 martie 2015

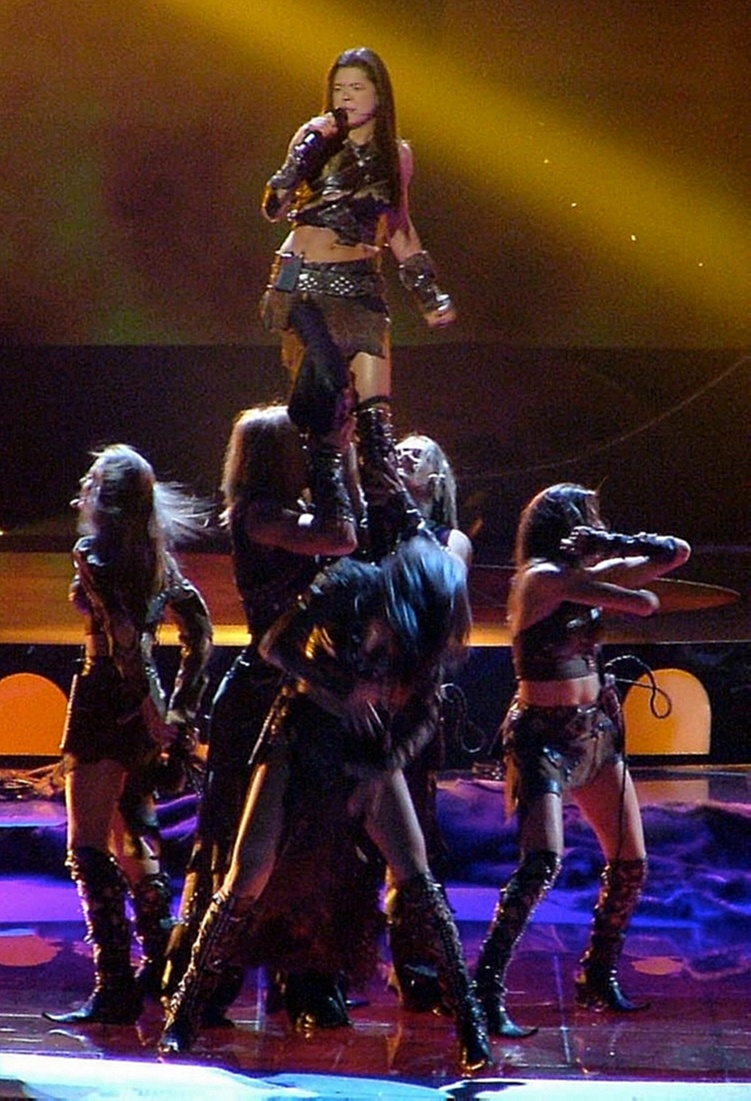
Ruslana interpretând Wild dances la finala Concursului Muzical Eurovision 2004

Ruslana Stepanivna Lijiciko (în ucraineană Руслана Лижичко; n. 24 mai 1973, Liov, RSS Ucraineană, URSS, astăzi în Ucraina), cunoscută mai ales ca Ruslana, este o artistă ucraineană, laureată a World Music Awards și câștigătoare a Concursului Muzical Eurovision 2004, deținând titlul de Artist Național al Ucrainei. Este de asemenea și o figură politică activând în Parlamentul Ucrainei ca deputat pentru partidul Nașa Ukraina (Ucraina noastră). În perioada 2004-2005, Ruslana a fost ambasador al bunăvoinței din partea organizației UNICEF în Ucraina. Este recunoscută drept cea mai de succes artistă din Ucraina pe plan internațional. În anul 2013 a fost inclusă în clasamentul realizat de revista Forbes pentru cele mai influente femei din lume, ocupând un loc în primele zece clasate. Michelle Obama, Prima Doamnă a Statelor Unite, a premiat-o cu titlul de "femeie a curajului" în anul 2014. A fost numită cetățean de onoare al orașului său natal - Liov și a fost propusă pentru titlul de Erou al Ucrainei de Parlament. 
Este o cântăreață, compozitoare, producătoare, dirijoare de orchestră simfonică, pianistă, dansatoare, actriță, și activist social. Își scrie, compune și produce propriile cântece și videoclipuri. Din data de 28 decembrie 1995 este căsătorită cu Oleksandr Ksenofontov, un important producător din Ucraina. Împreună au înființat studioul Luxen în anul 1993 unde au produs reclame pentru radio și televiziune.
Ruslana a fost prima artistă provenită dintr-o țară aparținând fostei Uniuni Sovietice care a primit un disc de platină în mod oficial, albumul său "Dyki tantsi" (Dansuri sălbatice) înregistrând 170.000 de copii vândute în primele 100 de zile după lansare, chiar și fără un turneu de promovare. Acest album este în continuare cel mai bine vândut album ucrainean, împreună cu versiunea în limba engleză înregistrând peste un milion de copii vândute doar în Ucraina.
A câștigat Concursul Muzical Eurovision în anul 2004 cu piesa "Wild Dances" (Dansuri sălbatice) cu un total de 280 de puncte, ceea ce la vremea respectivă a reprezentat un record de puncte, câștigătoarea anterioară adunând un total de 167 de puncte. În urma victoriei sale, Ruslana a cunoscut faima în Europa, devenind una dintre cele mai mari celebrități din Europa de Est. Piesa sa "Wild Dances" a dominat clasamentele muzicale europene timp de 97 de săptămâni, staționând pe prima poziție în Belgia timp de zece săptămâni consecutive.
Tot în anul 2004, a fost inclusă într-un clasament al celor mai populari artiști în Belgia cu cele două extrase de pe albumul său internațional, "Wild Dances" și "Dance with the Wolves" (Dansez cu lupii). Ruslana a fost numită cea mai populară persoană în Belgia, cea mai provocatoare fată în Grecia, cea mai influentă persoană publică în Ucraina și a fost prima artistă internațională care a primit premiul Federației de Jurnaliști din Turcia.

## Biografie
Ruslana Lyzhicko s-a născut pe data de 24 mai 1973 în orașul Liov din Ucraina, fiica lui Stepan Lyzhicko patronul unei case de discuri din același oraș, și a Ninei Sapegina, o cântăreață foarte cunoscută în Ucraina.

### Copilărie și adolescență
La vârsta de 4 ani a început să studieze la o școală experimentală de muzică din orașul natal. Tot atunci a început să cânte într-o formație vocal-instrumentală, Horizon (Orizont), în care mama sa, o cântăreață profesionistă, cântă. Atunci, creativitatea Ruslanei a început să se desfășoare, microfonul devenind jucăria sa favorită. În acea perioadă Ruslana a decis că își va dedica toată viața muzicii. Debutul său a avut loc la vârsta de 4 ani, câștigând primul său trofeu - The Grand Prix - al festivalului "The Golden Autumn". O viață plină de concerte, competiții și festivaluri a urmat. După ce a absolvit școala generală, a studiat încă 10 ani la o scoală atașată Conservatorului Ucrainean studiind pianul ca instrument principal. Apoi, Ruslana a intrat la Institutul Muzical de Stat din Livoi, la facultatea de cor și dirijor. Atunci a hotărât că muzica ei va cuprinde atât sound modern cât și simfonic.

### Conservatorul
După ce a absolvit liceul de muzică din orașul Liov a fost admisă la Conservatorul ucrainean unde a obținut două diplome, una de pianist și cealaltă de dirijor profesionist.

### Debutul muzical
În anul 1993 și-a întâlnit viitorul soț, Olexandr Ksenofontov, în culisele unui festival. În același an a hotărât să-și schimbe stilul muzical, prima melodie a "noii" Ruslana fiind "Ty" (Tu). După 2 ani Ruslana a absolvit Institutul Muzical de Stat Livoi, obținând o diplomă pentru pianist profesionist și alta pentru dirijor profesionist. Pe data de 28 decembrie s-a căsătorit cu Olexandr Ksenofontov plănuind să facă copii în primii ani ai secolului 21.

### Anii '90
În perioada 1996 - 1998 - Ruslana a participat la numeroase proiecte, mai cunoscute fiind : "Dzincyi viter" (Clopoței de vânt) și "Christmas with Ruslana" (Crăciunul cu Ruslana).
În anul 1998 Ruslana și-a lansat în Ucraina primul său album intitulat "Myt vesny" (Un moment de primăvară). Acest album s-a bucurat de un succes extraordinar, nici măcar criticii de muzică din Ucraina neavând nimic rău de spus. Tot în același an Ruslana a organizat "Tour of Castles Of Ukraine" (Turul castelelor Ucrainei) devenind din ce în ce mai cunoscută în Ucraina.
În 1999 Ruslana a început un alt proiect "Tha Last Christmas of the 90's" (Ultimul Crăciun al anilor '90) care a transformat-o pe Ruslana în cea mai cunoscută interpretă din fosta uniune sovietică.

### Perioada pre-Eurovision
A urmat o pauză de 2 ani în care Ruslana a mai lansat un album "Najrasche" (Cel mai bun) și în care publicul ucrainean a considerat că vâlva pe care a făcut-o cântăreața cu ultimele 2 proiecte a fost în van. Dar, s-au înșelat aceasta lucrând la noi cântece inspirate de popoarele migratoare din Munții Carpați, "hutulii".
În mai 2002 s-a filmat mega videoclipul "Znaju ja" (Știu), acesta fiind singurul videoclip din Europa din acel an care a beneficiat de sunet și calitate Dolby Digital. La acest videoclip au lucrat peste 250 de oameni, s-au implicat 7 studiouri din 5 țări, 4 kilometri de casetă filmată.
Un an mai târziu Ruslana și-a lansat al III-lea album de studio, "Dyki tansti" (Dans sălbatic), care a devenit primul și singurul album din Ucraina care a câștigat discul de platină, 170.000 de exemplare fiind vândute în primele 50 de zile. În 2006, s-a stabilit oficial că în Ucraina s-au vândut peste șapte sute de mii de copii după acest album, devenind de 7 ori de platină.

### Eurovision 2004
În 2004, Ruslana a fost aleasă să reprezinte Ucraina la Eurovision 2004. Aceasta a devenit câștigătoarea acestui concurs cu 280 de puncte (sumă record de puncte) primind puncte de la toate țările participante. Președintele Ucrainei din acea perioadă, Leonid Kuchma, a numit-o pe Ruslana cântăreața națională a Ucrainei. Vânzările albumului "Welcome To My Wild World" (Bun venit în lumea mea sălbatică) au atins cota de 200.000 de vânzări în primele 50 zile de la lansarea acestuia în Ucraina. Mai târziu, Ruslana a fost nominalizată la "World Music Awards" devenind cunoscută în toată lumea.

## Eurovision
Ruslana a câștigat Concursul muzical Eurovision 2004 interpretând piesa muzicală Wild Dances (Dansuri sălbatice). După competiție, cântecul câștigător a devenit un adevărat hit în Europa. În 2005, Ruslana a organizat Eurovision 2005 în Ucraina, interpretând alte două cântece, Chardash (Foc) și The Same Star (Aceași stea).

## Discografie
| - 1998: Myt' Vesny - Dzvinkyj Viter - 2001: Najkrashche - 2003: Diki Tantsi - 2008: Amazonka - 2012: E-U-FOR-I-A | - 2004: Welcome To My Wild World - 2008: Wild Energy - 2013: My Boo (Together!) |

### Single-uri
- Wild Dances (Dansuri Sălbatice) (2004)
- Dance with the wolves (Dans Cu Lupi) (2004)
- The Same Star (Aceeași Stea) (2005)
- Dyka Enerhyia (Energie Sălbatică.Versiunea în limba Ucraineană) (2006)
- Moon of Dreams [ft. T-Pain]' (2008)